# Fernando Martínez (boxe anglaise)
Pour les articles homonymes, voir Fernando Martínez.
Fernando Martínez est un boxeur argentin né le 18 juillet 1991 à Buenos Aires.

## Carrière
Passé professionnel en 2017, il devient champion d'Argentine des poids super-mouches en 2018 puis champion du monde IBF de la catégorie après sa victoire aux points face à Jerwin Ancajas le 22 février 2022. Martínez remporte également le combat revanche aux points le 8 octobre 2022 puis bat par arrêt de l'arbitre au 11e round Jade Bornea le 24 juin 2023.
Le 7 juillet 2024, Fernando Martínez réunifie les ceintures IBF et WBA en battant aux points à Tokyo Kazuto Ioka puis il laisse vacante la ceinture IBF le 29 octobre 2024.